# ČEPS
ČEPS as ist ein tschechischer Übertragungsnetzbetreiber. Er betreibt das tschechische 400-kV- und 220-kV-Netz, zusätzlich einige wenige 110-kV-Leitungen des Verteilnetzes.
Er unterhält 44 Umspannwerke mit 78 Transformatoren. Das 400-kV-Netz ist 3508 km lang, das 220-kV-Netz 1910 km und das 110-kV-Netz ist 84 km lang.

## Geschichte
In den 1950er Jahren wurde das tschechoslowakische Übertragungsnetz aufgebaut. 
Am 20. August 1998 gründete der Tschechische Energieversorger ČEZ aus seiner Abteilung Übertragungssysteme ČEPS. 1999 bezog ČEPS den neuen Hauptsitz in Prag 10 um. 2000 wird dort die Hauptschaltwarte in Betrieb genommen. Die vorherige Hauptschaltwarte in Ostrava blieb als Reservewarte betriebsbereit.
2008 werden die Übertragungsnetze der Tschechischen Republik, Ungarns, Polens und der Slowakei wurden zu separaten Regulierungsblöcken, die vollständig für die Verwaltung ihrer Gebiete verantwortlich sind. Damit wurde die Europa übliche Organisation übernommen, bei der der nationale Übertragungsnetzbetreiber gegenüber einem der beiden europäischen Koordinierungszentren unabhängig agiert. ČEPS wird vom Zentrum für den nördlichen Teil der europäischen Synchronzone, Amprion, mit Sitz in Brauweiler, Deutschland, koordiniert.
Im Jahr 2009 wurde der Spotstrommarkt mit der Slowakei zusammengelegt und 2012 mit Ungarn. Im Jahr 2023 kaufte ČEPS die Gasversorgungsunternehmen RWE Gas Storage und NET4GAS.

## Aktivitäten
ČEPS hat als Übertragungsnetzbetreiber ein Natürliches Monopol. Als einziges Unternehmen in Tschechien überträgt es elektrische Energie über weite Stecken.
Die Tätigkeit von ČEPS wird durch europäische und tschechische Gesetzgebung geregelt, insbesondere durch das Gesetz Nr. 458/2000 Slg. vom 28. November 2000 über die Geschäftsbedingungen und die Leistung der staatlichen Verwaltung im Energiebereich sowie über die Änderung bestimmter Gesetze (Energiegesetz) in der jeweils geltenden Fassung.
Eine wichtige Tätigkeit von ČEPS ist die Organisation des Redispatch (Stromnetz) in ihrem Netzbereich. ČEPS ist insbesondere für die Leistungs- und Frequenzstabilität, Spannungsregelung und Blindleistung verantwortlich. Um die Stabilität der genannten Parameter zu gewährleisten, kauft ČEPS die notwendigen Leistungsreserven auf dem Markt.
ČEPS ist Mitglied im Verband Europäischer Übertragungsnetzbetreiber, dem CEE TSO (regionaler Zusammenschluss von acht mitteleuropäischen Übertragungsnetzbetreibern.), der Eurelectric, der Cigré, der TSO Security Cooperation TSC, dem World Energy Council und der Grid Control Cooperation.